# 90210 (televíziós sorozat)
A 90210 amerikai televíziós filmsorozat, amelyet Stuart Gillard rendezett. A forgatókönyvet Darren Star írta, a zenéjét Evan Frankfort, Marc Dauer és Liz Phair szerezte, a producere Wendey Stanzler és Sean Reycraft volt, a főszerepekben Shenae Grimes, Tristan Wilds és AnnaLynne McCord látható. Amerikában a The CW mutatta be 2008. szeptember 2-án. Magyarországon a TV2 mutatta be 2009. június 26-án.

## Szereplők

### Főszereplők
| Szereplő         | Színész          | Évadok   | Magyar hang        |
| ---------------- | ---------------- | -------- | ------------------ |
| Harry Wilson     | Rob Estes        | 1–2.     | Kautzky Armand     |
| Annie Wilson     | Shenae Grimes    | 1–5.     | Csuja Fanni        |
| Dixon Wilson     | Tristan Wilds    | 1–5.     | Előd Botond        |
| Naomi Clark      | AnnaLynne McCord | 1–5.     | Laudon Andrea      |
| Ryan Matthews    | Ryan Eggold      | 1–3.     | Varga Gábor        |
| Erin Silver      | Jessica Stroup   | 1–5.     | Bogdányi Titanilla |
| Adrianna Duncan  | Jessica Lowndes  | 1–5.     | Gulás Fanni        |
| Navid Shirazi    | Michael Steger   | 1–5.     | Renácz Zoltán      |
| Debbie Wilson    | Lori Loughlin    | 1–3., 5. | Agócs Judit        |
| Liam Court       | Matt Lanter      | 1–5.     | Pálmai Szabolcs    |
| Teddy Montgomery | Trevor Donovan   | 2–5.     | Előd Álmos         |
| Ivy Sullivan     | Gillian Zinser   | 1–3.     | Molnár Ilona       |

### Mellékszereplők
| Szereplő        | Színész              | Évadok | Magyar hang                               |
| --------------- | -------------------- | ------ | ----------------------------------------- |
| Ethan Ward      | Dustin Milligan      | 1.     | Molnár Levente                            |
| Kelly Taylor    | Jennie Garth         | 1–2.   | Závodszky Noémi                           |
| Tracy Clark     | Christina Moore      | 1., 5. | Fésűs Bea (1. évad) Orosz Helga (5. évad) |
| Charles Clark   | James Patrick Stuart | 1.     | Megyeri János                             |
| Brenda Walsh    | Shannen Doherty      | 1.     | Ábel Anita                                |
| Ty Collins      | Adam Gregory         | 1., 5. | Markovics Tamás                           |
| Jen Clark       | Sara Foster          | 1–4.   | Csondor Kata                              |
| Miles Cannon    | Hal Ozsan            | 2–3.   | Seres Dániel                              |
| Austin Talridge | Justin Deeley        | 4.     | Kossuth Gábor                             |
| Sasha           | Mekia Cox            | 2–3.   | Dögei Éva                                 |
| Jackie Taylor   | Ann Gillespie        | 1–2.   | Frajt Edit                                |
| Laurel Cooper   | Kelly Lynch          | 2–3.   | Kováts Dániel                             |

## Évados áttekintés
| Évad | Évad | Epizódok | Eredeti sugárzás     | Eredeti sugárzás | Eredeti adó |
| Évad | Évad | Epizódok | Évadpremier          | Évadfinálé       | Eredeti adó |
| ---- | ---- | -------- | -------------------- | ---------------- | ----------- |
|      | 1    | 24       | 2008. szeptember 2.  | 2009. május 19.  | The CW      |
|      | 2    | 22       | 2009. szeptember 8.  | 2010. május 18.  | The CW      |
|      | 3    | 22       | 2010. szeptember 13. | 2011. május 16.  | The CW      |
|      | 4    | 24       | 2011. szeptember 13. | 2012. május 15.  | The CW      |
|      | 5    | 22       | 2012. október 8.     | 2013. május 13.  | The CW      |